# 康邦
康邦（法語：Campbon，法語發音：[kɑ̃bɔ̃] ⓘ）是法国大西洋卢瓦尔省的一个市镇，位于该省西部，属于圣纳泽尔区。

## 地理
康邦（47°24'43"N, 1°58'7"W）面积49.82 平方千米，位于法国卢瓦尔河地区大区大西洋卢瓦尔省，该省份为法国西北部沿海省份，位于布列塔尼半岛东南部，北起伊勒-维莱讷省，西北接莫尔比昂省，西临大西洋，南至旺代省，东临曼恩-卢瓦尔省。
与康邦接壤的市镇（或旧市镇、城区）包括：基伊、布夫龙、拉沙佩勒洛奈、蓬沙托、普兰基欧、布里韦河畔圣安娜、萨沃奈。
康邦的时区为UTC+01:00、UTC+02:00（夏令时）。

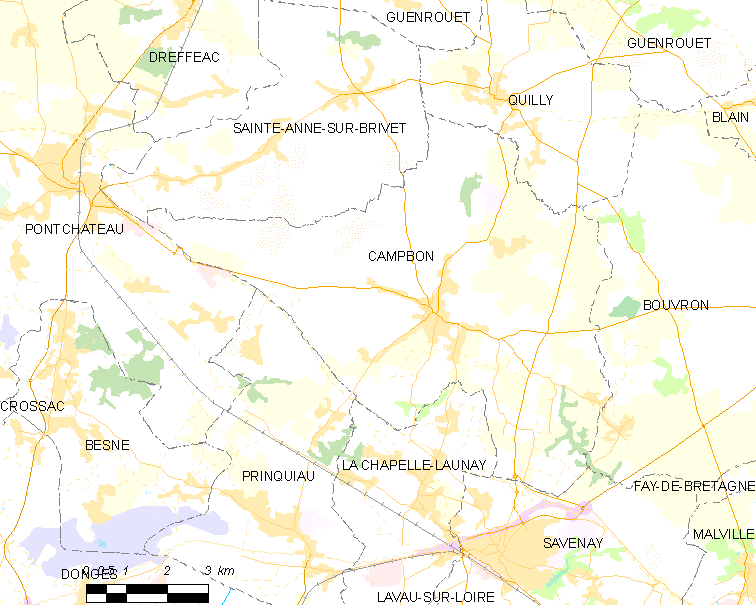
康邦的OSM定位图

## 行政
康邦的邮政编码为44750，INSEE市镇编码为44025。

## 政治
康邦所属的省级选区为布兰县。

## 交通
大西洋卢瓦尔省省道D3线、D16线、D17线和D100线在境内交汇。

## 人口

1962-2008年间康邦人口变化图示

康邦于2022年1月1日时的人口数量为4031人。